# Benzamid
Benzamid je čvrsta materija nečisto bele boje sa hemijskom formulom . Benzamid je derivat benzojeve kiseline. Ova materija je u maloj meri rastvorna u vodi. Rastvorna je mnogim organskim rastvaračima.

## Hemijski derivati
Postoje brojni substituisani benzamidi. Među njima su:
Analgetici
- Etenzamid
- Salicilamid

Antiemetici/Prokinetici
- Alizaprid
- Bromoprid
- Cinitaprid
- Cisaprid
- Kleboprid
- Dazoprid
- Domperidon
- Itoprid
- Metoclopramid
- Mosaprid
- Prucaloprid
- Renzaprid
- Trimetobenzamid
- Zakoprid

Antipsihotici
- Amisulprid
- Nemonaprid
- Remoksiprid
- Sulpirid
- Sultoprid
- Tiaprid

Drugi
- Entinostat
- Eticloprid
- Mocetinostat
- Racloprid
- Prokarbazin

## Spoljašnje veze
- Fizičke karakteristike
- Bezbednosni podaci